# G-rex
G-rex (G rex) is een Tyrannosaurus- skelet. Het is het negenendertigste specimen dat van Tyrannosaurus rex gevonden is.
Het specimen werd in 2001 ontdekt door Gregory Wilson, toen een biologiestudent van de University of California, nabij Fort Peck Lake, een stuwmeer in Garfield County in Montana, in een laag van de Hell Creek-formatie, bestaande uit oude rivierklei. Wilson werkte op dat moment in opdracht van William Clemens van het University of California Museum of Paleontology in het kader van het Hell Creek Project, bedoeld als een interdisciplinaire benadering van paleontologische opgravingen, en was eigenlijk op zoek naar microfossielen toen hij een stuk achterpoot uit de grond zag steken. De bijnaam van het exemplaar is afgeleid van de voornaam van de vinder. De locatie lag op land van de federale overheid, het Charles M. Russell Wildlife Refuge. De ruimere omgeving van dit gebied heeft ongeveer een kwart van alle tyrannosaurusskeletten opgeleverd. Nog hetzelfde jaar werd het fossiel opgegraven door een team van het Museum of the Rockies onder leiding van Nels Peterson. Het exemplaar is nu deel van de collectie van dit museum te Bozeman en heeft aldaar het inventarisnummer MOR 1128. In het veld had het specimen het nummer HC-264.
Het specimen is relatief onvolledig en lag niet meer in verband. Slechts drieëntwintig botten waren nog aanwezig ofwel 8% van de skeletelementen. Bewaard zijn gebleven: een stuk van de onderkaak, vier ruggenwervels, een staartwervel, drie chevrons, zeven borstribben, een stuk schouderblad, beide zitbeenderen, beide schaambeenderen, het linkerdijbeen en een linkerscheenbeen. Daarnaast is er nog een losse tand uit het bovenkaaksbeen gevonden en dat is het enige onderdeel dat door het museum publiek tentoongesteld wordt. Er zijn geen afgietsels verkrijgbaar.
De vondst werd in 2002 werd gemeld door de paleontoloog Jack Horner als deel van een serie van vijf vondsten van tyrannosaurusskeletten gedaan in 2000 en 2001. Het specimen is nog niet als zodanig beschreven.
Wat G-rex een belangrijke vondst maakt, is zijn ouderdom: hij stamt uit de onderste Hell Creek (i.c. de lower mudstone unit) en met 68 miljoen jaar is hij een van de oudste tyrannosauri ooit gevonden. Horner meent uit de relatief langere achterpoten van G-rex — een 112 centimeter lang scheenbeen tegenover een 126 centimeter lang dijbeen — te kunnen afleiden dat Tyrannosaurus zich als een aaseter aan het evolueren was, met een steeds lagere maximumsnelheid. De meeste paleontologen zien het als puur toeval. De ribben van G rex zijn tamelijk robuust. Om die reden wordt wel aangenomen dat het een wijfje betreft want de vrouwtjes van Tyrannosaurus waren volgens sommige onderzoekers zwaarder gebouwd. Het gewicht van G rex is geschat op 5,6 ton.
In 2004 publiceerde Horner een studie naar groeiringen in de botten van Tyrannosaurus. Uit de lijnen van het scheenbeen van G rex kon hij afleiden dat het dier tussen de elf en eenentwintig jaar oud moest zijn geweest op het moment van overlijden, met een gemiddelde tussen de verschillende schattingsuitkomsten van zestien jaar. Op die leeftijd was het dier al vrijwel volgroeid; de botafzettingen waren al sterk vertraagd. Een poging mogelijk nog aanwezige eiwitten uit het bot te isoleren of omzettingsresten van weke delen te identificeren had na twee maanden demineralisatie geen resultaat; het bot bleef hard en kristallijn. Een onderzoek uit 2009 toonde dat G rex, anders dan sommige andere exemplaren van Tyranosaurus, geen sporen toonde van infectieziekten.
De opgraving was te zien in de zestig minuten durende documentaire Valley of the T. rex ("Vallei van de T. rex"), van Discovery Channel; een tv-ploeg was er in 2001 door Horner bijgehaald om opnamen te maken.